# جوزيف هولت (متمرد)
جوزيف هولت (بالإنجليزية: Joseph Holt)‏ (1756- 16 مايو 1826) كان لوًاء وقائدًا في جمعية الأيرلنديين المتحدين يشرف على قوة كبيرة من الثوار الذين واجهوا القوات البريطانية في مقاطعة ويكلو من يونيو-أكتوبر 1798. نُفي عام 1799 إلى مستعمرة نيوساوث ويلز (منذ 11 يناير 1800، أستراليا) حيث عمل هناك كمدير مزرعة لأمين مال نيوساوث ويلز، ويليام كوكس، وعاد بعدها إلى أيرلندا عام 1814.

## خلفيته
كان واحدًا من ستة أبناء لجون هولت، وهو مزارع في مقاطعة ويكلو. كانت عائلة هولت من أنصار البروتستانت في اليدانيال (باليدونيل) بالقرب من ريدكروس.
بعد أن تزوج هولت من هيستر لونغ في 1782، عمل كمزارع في الأماكن المجاورة لروندوود. انضم إلى المتطوعين الأيرلنديين في ثمانينيات القرن السابع عشر وشغل عددًا من المناصب العامة الصغيرة مثل فحص الصوف والأقمشة وشارك في تطبيق القوانين كشرطي فرعي، وضابط أمن لمليشيات صائدي الجوائز. شارك في معركة فينيجار هيل التي ارتبطت بالتمرد الأيرلندي عام 1798 في 21 يونيو 1798 عندما شن أكثر من 15000 جندي بريطاني هجومًا على فينيجار هيل خارج إينيسكورثي، مقاطعة وكسفورد.

## المحاكمة الأولى
على الرغم من مناصرة هولت الواضحة إلا أنه أصبح عضوًا في جمعية الأيرلنديين المتحدين في 1797 وبدأ تدريجيًا بجذب الشكوك إلى أن حُرق منزله في مايو في 1798 من قبل ميليشيات فيرمان وذلك بتحريض من مالك الأرض، توماس هوغو، الذي كان قد أدان هولت مبلغًا من المال. ذهبت هولت بعد ذلك إلى جبال ويكلو، حيث تولى تدريجًا مكانًا بارزًا مع المتمردين الأيرلنديين المتحدين، وكان معظمهم من الكاثوليك المتمردين. تجنب هولت المعارك الضارية، وقاد حملة شرسة من المداهمات ونصب الكمائن ضد الأهداف العسكرية الموالية للحكومة في ويكلو، وضرب بعزم وقلل نفوذ الحكومة في المقاطعة إلى المعاقل الحضرية. شهدت هزيمة المتمردين في مقاطعة وكسفورد في فينيجار هيل 21 يونيو توجه جماعات من المتمردين الباقين على قيد الحياة نحو جبال ويكلو للاتحاد مع قوات هولت.
حصل هولت على الكثير من التقدير لتخطيطه لكمين هزم فيه قوات تتبع مكونة من 200 بريطاني من فرقة الخيالة في معركة باليليس في 3 يونيو 1798. على أي حال، كان لحملة ميدلاند التالية لإحياء الثورة نتائج كارثية، وكان هولت محظوظًا بتمكنه من الهروب والنجاة بحياته والعودة إلى جبل ويكلو.
حشد هولت باقي الثوار وأكمل حملة حرب الأيرلنديين المتحدة الفدائية كما زعم من قبل حتى حل نقص في مسحوق البارود بسبب اختراعه خلطة خاصة به تُعرف باسم «خليط هولت». هرب هولت بعد ذلك من عدد من عمليات المسح الواسعة النطاق التي قام بها الجيش في أعقاب الانهيار، قام هولت مع متمرّده الأصغر الكابتن مايكل دواير، بالإيقاع بالآلاف من الجنود وتعززت قواته بسبب الإمداد المستمر بالمجندين. كانت الشريحة الكبرى من هؤلاء المجندين فارين من الميليشيات.

## الاستسلام
بقي هولت صامدًا بقدر كبير متوقعًا وصول المساعدات الفرنسية، لكن الأخبار عن هزيمة الفرنسيين في بليناموك بالإضافة إلى صحته السيئة بسبب الصعوبات التي عاناها في حياته بالهرب من وجه العدالة، وسنه بالإضافة إلى الاعتبارات الأسرية دفعت هولت إلى بدء الاتصال من خلال جهات وسيطة مثل زوجته، عملت أخت هيستر لونغ في باورسكورت استيت للورد ريتشارد وينجفيلد، وفيكونت باورسكورت الرابع مع سلطات قلعة دبلن وذلك بهدف النظر في استسلام متفاوض عليه. كانت قلعة دبلن حريصة على إنهاء التمرد في ويكلو والسماح له بالنفي بعد السجن في برج برمنغهام من دون المحاكمة في نيوساوث ويلز. دفع بنك أيرلندا بيتر لا توش لزوجته هيستر الحامل (بجوزيف هاريسون) وابنه البكر جوشوا هولت ولابنته ماريان وذلك لقاء تعلمهم في أيرلندا.

## التنقل
غادر هولت على سفينة منيرفا (مع هنري فولتون)، وقابل على متنها الكابتن ويليام كوكس الذي عُين أمينًا للمال في فيلق نيوساوث ويلز. وصلت السفينة إلى سيدني في 11 يناير 1800، وبعد فترة وجيزة وافق هولت على إدارة مزرعة الكابتن كوكس. ادعى دائمًا في أستراليا أنه كان منفيًا سياسيًا وليس مدانًا. في سبتمبر 1800، قُبض عليه للاشتباه به في أنه معنيًا في حياكة مؤامرة ضد الحكومة، لكن بعد ذلك بفترة وجيزة أطلق سراحه وذلك بسبب عدم العثور على أدلة ضده. كان ناجحًا في إدارته لشركة كوكس، وبعد ذلك اشترى الأرض لنفسه. في عام 1804 عندما حدثت انتفاضة كاسل هيل، حُذر هولت، الذي لم يشارك في ذلك المساء من أن الانتفاضة ستحصل. خلال الليل أقام دفاعًا عن منزل الكابتن كوكس. ومع ذلك، بعد فترة قصيرة طارده الحاكم كينغ والعديد من الشهود الزور الذين شهدوا ضده. على الرغم من عدم وجود أدلة قابلة للتصديق ضده، نُفي في أبريل عام 1804 من قِبل كينغ إلى جزيرة نورفولك وحُكم بالأشغال الشاقة. في مذكراته، كتب هولت عن القدر الكبير من الفظائع التي رآها في جزيرة نورفولك تحت قيادة القائد جوزيف فوفوكس. رغم أن التاريخ وصف فوفوكس بأنه كان مديرًا مؤهلًا وفعالًا وأصبح نائبًا الحاكم في جزيرة نورفولك، إلا أن هولت رآه أقل من ذلك بكثير. وصف هولت فوفوكس بصورة جلية بأنه أعظم طاغية عرفه هولت على الإطلاق. كما وصف هولت في مذكراته فرحة سكان جزيرة نورفولك في اليوم الذي غادر فيه فوفوكس. كتب في مذكراته (التي حرّرها كروكر، 1883): «إن كان بإمكاني شراء أو استعارة مسدس، فإن العالم، بحسب اعتقادي، كان سيتخلص قريبًا من قاتل الرجال، فوفوكس، ومع تحذير قصير مثل ذلك الذي أعطاه للرجلين الذين شنقهما من دون محاكمة». بعد بقاء هولت هناك 14 أسبوعًا أرسل الحاكم كينغ تعليمات بأنه ينبغي استدعاء هولت إلى نيوساوث ويلز، لكن حدثت حالات تأخير ولم يعد إلى سيدني ثانيًة حتى فبراير 1806.

## العفو
حصل هولت على عفو غير مشروط في يونيو 1809، لكن، بما أنه حصل عليه بعد إلقاء القبض على الحاكم بلاي، سُلم العفو للحكومة عند وصول الحاكم ماكواري. على أي حال حصل هولت على الإعفاء بشكل رسمي في 1 يناير عام 1811 وفي ديسمبر عام 1812 باع بعضًا من أراضيه وأسهمه وذهب في رحلة إلى أوروبا مع زوجته وابنه الأصغر على متن إيزابيلا، كان على متنها هنري براون هايز. تحطمت السفينة بسبب الشعاب المرجانية لذلك حط المسافرون والطاقم على جزيرة سبيدويل وهي واحدة من جزر فوكلاند. أظهر هولت الكثير من البراعة والعزم واضعًا أفضل الشروط على الجزيرة. أنقذ في 4 أبريل 1813 ولكن لم يصل إلى إنجلترا حتى 22 فبراير 1814. تقاعد هولت في أيرلندا حيث عاش هناك لبقية حياته، لكنه أبدى أسفه بسبب مغادرته أستراليا. مات في كينغستاون التي هي الآن دان لاوجاير بالقرب من دبلن في 16 مايو 1826 ودُفن في كاريكبرينان تشيريارد في مونكستاون. تزوج ابنه الأكبر جوشوا هولت وبقي في نيوساوث ويلز، وذهب الابن الأصغر جوزيف هاريسون هولت إلى هناك أيضًا عبر الولايات المتحدة وذلك بعد وفاه والده عام 1826.